# Охріменко Павло Павлович
Павло Павлович Охріменко (16 липня 1919, Солониця, Лубенський район — 7 грудня 1997, Суми) — український літературознавець, фольклорист, доктор філологічних наук, професор (1959), академік АН Вищої школи України (1993), член Спілки письменників України, дослідник Слова о полку Ігоревім.

## Життєпис

### Творчий початок
18-ти річним юнаком Павло взяв участь у республіканському конкурсі школярів на найкращий переклад творів О.Пушкіна. У 1937 році, потрапивши на зліт молодих літераторів-старшокласників України, познайомився з М.Рильським, який відзначив молодого поета-перекладача :
| Прочитав ваш переклад «Анчара» Пушкіна. Мушу вас привітати – кращого перекладу цього твору в українській поезії немає |  — (Альманах «Письменники Сумщини» 2005).
Однак, незважаючи на похвалу метра української поезії, поетом Павло так і не став. Вже навчаючись у Київському університеті, відчув нове захоплення  — літературознавство.
Кінець 30-х років позначився масовими арештами викладачів. Та окупаційна адміністрація вбила не всіх; вцілілі С.Маслов, М.Попов, М. Грунський багато дали майбутньому науковцеві. Його реферат про «Слово о полку Ігоревім» високо оцінили провідні вчені. Статті П. Охріменка з'являються в спеціальних та популярних виданнях. Приковуючи увагу не тільки колег, а й НКВС. Зокрема, у своїх публікаціях в «Литературной газете» молодий дослідник робить сміливу спробу реабілітувати Б. Грінченка та О.Кониського, яких тоді офіційна критика визначила як «буржуазних націоналістів» та «вульгарних соціологів». Рятує Павло Тичина, який на той час був міністром освіти УРСР, запрошує працювати до себе помічником.

### Викладацька діяльність
У 1945 році, після закінчення університету, П.Охріменко став викладачем Сумського педінституту. Та викладав тут недовго. Талановитий патріот муляв око радянській окупаційній адміністрації. П. Охріменко згадує:
| Брудний наклеп і арешт за участь у націоналістичній організації, що ніби існувала в довоєнному Київському університеті, обірвали мої тодішні зв’язки із Сумами. Хоча під час слідства мою вину не довели і звільнили з-під арешту – звільнили і з Сумського інституту. Переїхав до Ворошиловограда – там теж роботу не знайшов. |
Компартійна влада застосувала випробуваний прийом: зробила все, аби талановитий початківець-вчений не мав змоги докласти зусиль для розвитку української культури: в Україні всі вузи перед ним зачинилися. Вдалося влаштуватися в Молдавії. А потім у Гомельському університеті в Білорусі. Та справжній вчений у будь-якому середовищі знаходить можливість для самовдосконалення. Тут він швидко опановує білоруську мову. У майбутньому це вилилося у монографіях (більше 30-ти), де висвітлювалося питання білорусько-українсько-російсько-литовських зв'язків в літературі і культурі. На симпозіумах вчених Охріменко апелював лише білоруською мовою. І це було тоді, коли русифікаторська політика саме в Білорусі активізувалася на повну потужність, коли ніхто, навіть у Білоруській академії наук не наважувався виголосити доповідь рідною мовою. Охріменка називали «єдиним білорусом-професором»

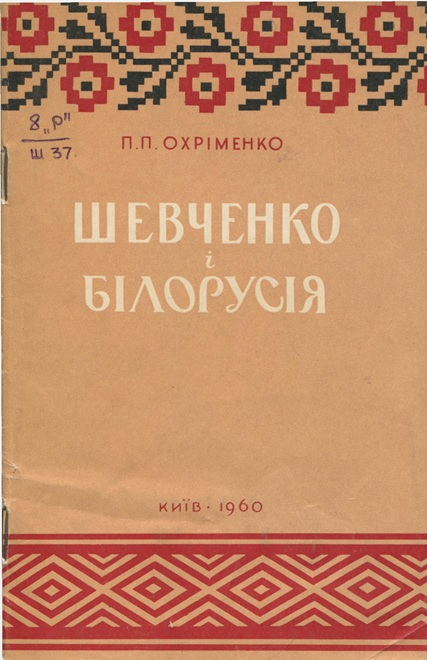
П.Охріменко. Шевченко і Білорусія. К., 1960

У 1972 році запрошують повернутися до Сумського педінституту: тут була криза з викладачами, жодного доктора наук філології. Погодився. Очолив кафедру російської і зарубіжної літератури.

### Літературознавець
З перших місяців перебування на Сумщині П. Охріменко швидко завоював творчий авторитет — як критик, літературознавець.
Почав з організаційних питань. Окрім нього на Сумщині було лише два члени Спілки письменників. При газеті «Ленінська правда» існувало літоб'єднання «Зажинок», яке насправді функціонувало більше на папері, бувало і за рік жодного засідання не проводилося. Охріменко доклав чимало зусиль аби літературна студія запрацювала на повну потужність. І результат у майбутньому — більшість студійців стали членами Спілки, журналістами, і філологами-науковцями.
О.Столбін пише:
| Ця студія виховала не одного доброго журналіста і професійного письменника, заклала підвалини письменницької обласної організації. Нагадаємо – письменницька організація утворилася 1985 року, П.Охріменко з часу утворення був заступником її голови, сумлінно виконуючи свої обов’язки до останніх днів життя… |
Його поява в Сумах збігалася з виходом чергової монографії науковця в Білорусі — «Літопис братерства» (Мінськ) з підзаголовком: «Про білорусько-українські фольклорні, літературні й театральні зв'язки». Порівняно велика за обсягом книга охоплювала різноманітний матеріал українсько-білоруських культурних зв'язків від XVII століття, твори яких були зброєю в боротьбі проти польсько-шляхетської та католицької агресії на східнослов'янській землі. Окремі розділи книги присвячувалися вивченню ролі й місця у цих зв'язках Т.Шевченка й І.Франка, М.Богдановича, Алоїди Тьотки, Янки Купали й Максима Рильського, Якуба Коласа й Івана Микитенка та багатьох інших діячів культури, літератури. Поетичні твори й переклади, театральні вистави, спорідненість пісень і приказок, спільність казкових сюжетів, роль періодики й критики — це далеко не повний перелік моментів, яких торкалася фундаментальна праця П. Охріменка.
Міркування й висновки автора ґрунтувалися на міцному фактологічному й документальному матеріалі, він робить численні психологічні зіставлення, залучає велику кількість епістолярій. Глибоке знання автором обох літератур, широке використання джерел, аргументованість висновків, високий естетичний рівень аналізу — все це було достоїнством книги П. Охріменка.
Живучи і працюючи всі наступні роки в Сумах, Павло Павлович продовжував підтримувати творчі контакти з колегами з Білорусі та Литви. Час від часу там видавалися його нові монографії (чи перевидавалися вже раніше надруковані).
Помер у Сумах. Похований у м. Сновськ Чернігівська область.

### Повернення до «Слова о полку Ігоревім»
Знаходячись на Сумщині П.Охріменко не може не повернутися до своїх ще студентських зацікавлень «Словом о полку Ігоревім». І якраз вчасно для української наукової думки: саме тоді вчені Москви та Ленінграду безапеляційно проголошують «Слово» набутком російської культури, а київські словознавці знічено мовчать. Охріменко же твердо й аргументовано розбиває докази провідного російського словознавця — академіка Б.Рибакова; ленінградський вчений не спромігся на заперечення. Поставив Охріменко і крапку над питанням де відбувався, відомий зі «Слова», плач Ярославни — в сумському Путивлі. Зробив вагомий внесок і в інші проблеми вивчення давньоукраїнського епосу, став одним із чільних авторитетів з-поміж словознавців Європи, та й світу. Й недаремно культурна громадськість Москви визнала, що центром підготовки до 800-річного ювілею «Слова о полку Ігоревім» стали саме Суми. Тут, під керівництвом П. Охріменка, протягом десятка років відбулося вісім семінарів з вивчення пам'ятки, які набули статусу міжнародних.
Професор Охріменко відомий і як бібліофіл, дослідник книг і бібліотек. В його книгозбірні понад 6 тисяч книг різними мовами, а відділ білоруської книги чи не найповніший в Україні.

### Творчий доробок
Окремими виданнями вийшли такі його праці: «Українсько-білоруські літературно-фольклорні зв'язки» (1959), «Білоруські загадки, приказки і прислів'я» (1961), «Білоруська література і фольклор» (1962), «Білоруські пісні і казки» (1965), «Шляхами братства» (1968), «Тарас Шевченко і Білорусь» (1969), «Літопис братерства: Про білорусько-українські фольклорні, літературні і театральні зв'язки» (1973). 1967 року Павло Охріменко опублікував у Гомелі «Бібліографічний покажчик праць про білорусько-українські літературні і фольклорні зв'язки» (1969 року — доповнення в «Матеріалах 1-ї наукової конференції» з цих зв'язків, що відбулася в Гомелі). У співтоваристві з іншими вченими видав книжки: «Т. Шевченко і Литва» (1962), «М. Л. Кропивницький в Білорусі, Грузії і Молдавії» (1965) та ін. Також був співавтором академічного видання «Історія білоруської дожовтневої літератури», т. 1, 1968 р.
З-під пера Павла Охріменка виходять рядки про перебування на Сумщині Т.Шевченка, про стосунки Кобзаря і Пантелеймона Куліша («Дружба генія і таланту»). «Нема вже під'яремної Русі» — назва його розвідки про І.Франка. У «Гуртку», який називали «Попівською академією» — про діяльність сумського літератора просвітителя початку XX століття О.Паліцина. 
«Життя, гідне подиву» — назва статті про Г. Сковороду, вивченням творчості якого П. Охріменка зацікавив ще П. Тичина. До проблем вивчення творчості П. Куліша літературознавець повертається в розвідці «Вірю в будучину нашого краю».

### Книги
П. П. Охріменко є автором близько тисячі публікацій, з яких понад 200 наукових статей у спеціальних виданнях, та понад 70 окремих видань: монографій, навчальних посібників, брошур і збірників, методичних рекомендацій з питань літератури, фольклористики, етнографії, краєзнавства. Основні з них за його власним визначенням: «Т. Г. Шевченко и белорусская литература», «Шляхи братерства», "Основні проблеми і деякі нові акценти вивчення «Слова о полку Ігоревім», «Тарас Шевченко і Сумщина», «Кобзарські традиції Сумщини», «Короткий довідник з літературознавчої Сумщини», «Кобзарські думи про голодомор», «Літературні пісні та романси Сумщини».

### Рецензії, відгуки
- Волошко Є. Щоб друзі їздили мостами. // Вітчизна. — 1969, № 4.
- Степанюк Б., Ющенко О. Пропагандист української літератури в Білорусі.// Друг читача. — 1969, 29 липня.
- Ротач П. Тарас Шевченко і Білорусь. // Українська мова і література в школі. — 1970, № 3.
- Дегтярьов В. Основні публікації професора П. П. Охріменка. — Суми. 1979.
- Хвостенко Г. З когорти чесних. // Добрий день. — 1994, 15 липня.
- Хвостенко Г. Людина з великої літери. // Червоний промінь. — 1994, 16 липня.
- Столбін О. Творчий промінь. // Сумщина. — 1994, 16 липня.
- Хвостенко Г. Вагоме слово про «Слово…» // Сумщина. — 1996, 2 жовтня.

### Вшанування
Ліворуч від центрального входу до Сумського педагогічного університету на стіні мармурова меморіальна дошка: «У цьому інституті в 1972—1997 роках працював відомий літературознавець, письменник, професор, доктор філології, академік, заслужений працівник народної освіти України Павло Павлович Охріменко (1919—1997)».